# 李银别
李银别（1991年10月2日—），是韩国著名的女子短道速滑运动员。她是2010年冬季奧林匹克運動會短道速滑比賽1500米亚军。

## 职业生涯
2010年温哥华冬奥会中，李银别获得1500米银牌。2010年世界短道速滑锦标赛中，她获得1500米银牌和3000米铜牌。一周之后，她又随韩国女子短道速滑队在博尔米奥获得2010年世界短道速滑团体锦标赛团体金牌。

## 资料来源
- 2010世界短道速滑锦标赛官方网站(英文)
- 李银别-国际滑冰联盟（ISU）